# انجمن ملی حمایت کودکان
انجمن ملی حمایت کودکان در سال ۱۳۳۱ در ایران بنیان نهاده شد و ریاست عالیه آن با شهبانو فرح پهلوی می‌باشد. هدف این انجمن آموزش کادر فنی مورد نیاز سازمان‌های بهداشتی و تربیت افراد دانش آموخته و کار آزموده برای خدمت در سازمان‌های ویژه آموزش کودکان است. فعالیت‌های این انجمن در سه بخش است: آموزش، تغذیه کودکان و بخش ویژه برای نگهداری و آموزش کودکان عقب مانده.

## آموزش

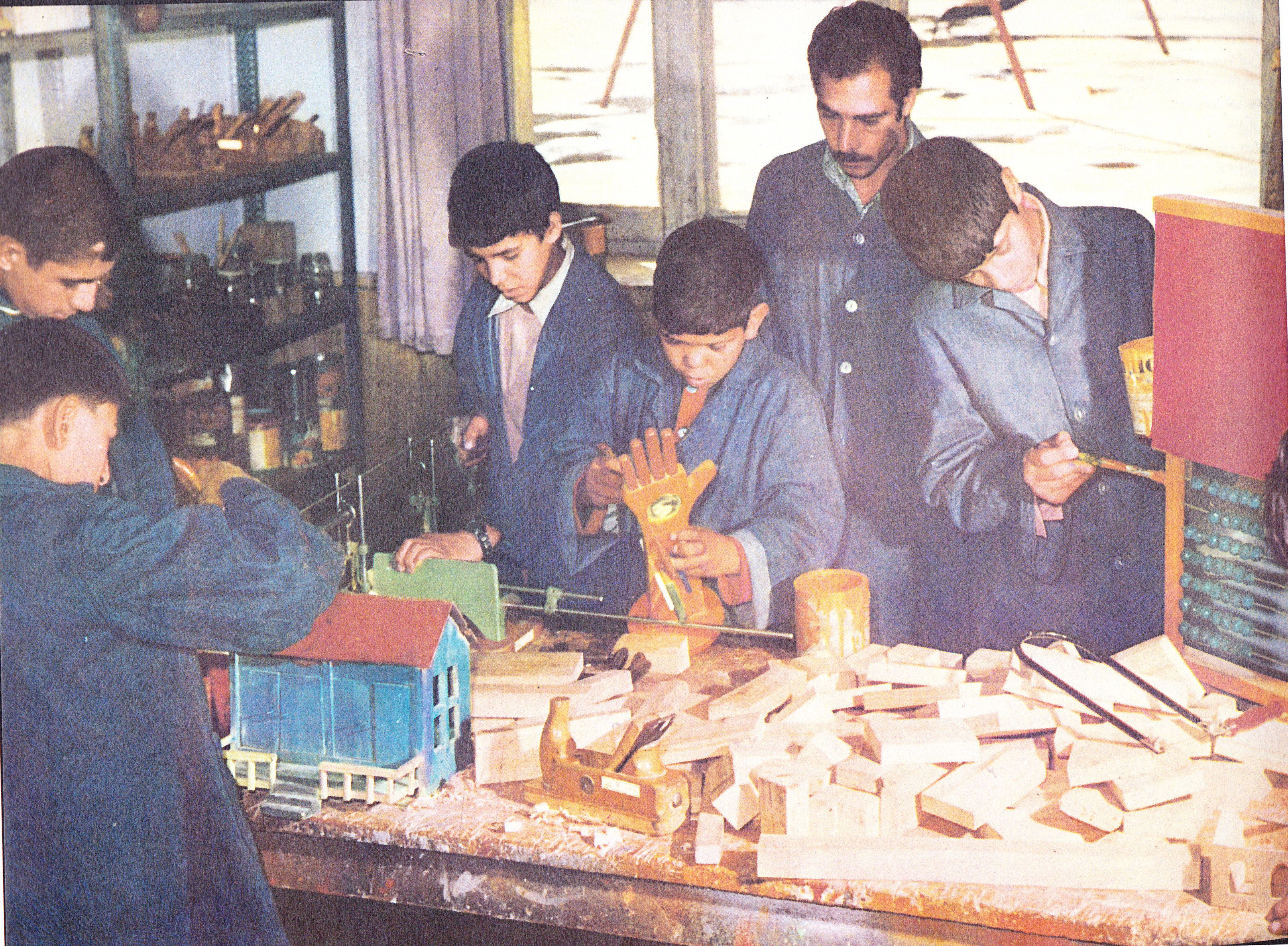
کارگاه درودگری مؤسسه امید کودک

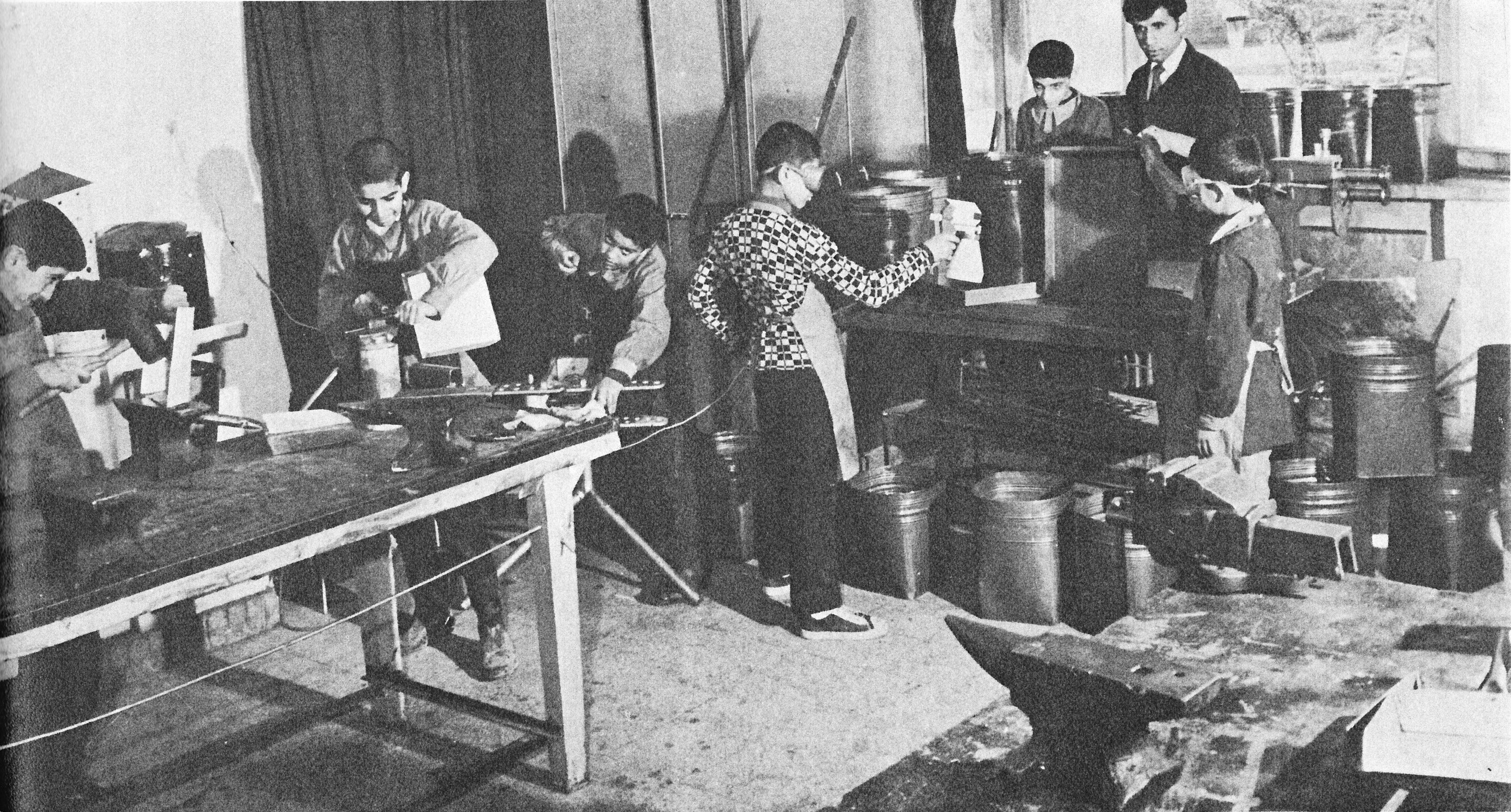
کارگاه فلزکاری مؤسسه امید کودک

هدف از آموزش تأمین کادر فنی مورد نیاز سازمان‌های گوناگون بهداشتی و تربیت افراد دانش آموخته برای خدمت در سازمان‌های ویژه آموزش کودکان است. در زمینه آموزش آموزشگاه‌های تربیت نیروهای بهداشتی به ترتیب زیر ایجاد گردید که دست در دست سپاه بهداشت فعالیت می‌کند:
آموزشگاه بهیاری: در سال ۱۳۳۶ بنیان نهاده شد و از دوره انقلاب سفید تا سال ۱۳۵۱ هشتصد و بیست و چهار بهیار در آموزشگاه بهیاری انجمن دانش آموخته و در سازمان‌های بهداشتی و درمانی کشور کار می‌کنند.
آموزشگاه بهیار مدد کار اجتماعی: در سال ۱۳۴۸ آغاز به کار کرد و دانش آموختگان آموزشگاه بهیار مدد کار اجتماعی در سازمان‌های انجمن در سراسر کشور به کار می‌کنند.
آموزشگاه مربی مهد کودک شهرستان ها: در سال ۱۳۴۹ بنیان شد و دختران و زنان ایران را برای خدمت در مهدهای کودک شهرستان‌ها تر بیت می‌کند.
آموزشگاه مادریار: نخستین گروه دانش آموختگان این دوره برای نگاهداری کودکان در خانه‌ها در نبودن پدر و مادرشان تربیت شدند. برنامه‌های ویژه برای آشنا کردن مادران کارگران مه کودکان آن‌ها در مهدهای کودک انجمن ملی حمایت کودکان نگاه داری می‌شوند و تغذیه و تربیت کودکان و آموزش پدر ومادرها یی که کودکان عقب مانده ذهنی یا معلول جمسمی دارند در سازمان‌های انجمن اجرا می‌شود.

## تغذیه
هدف انجمن ملی حمایت کودکان از اجرای این برنامه که گسترش شایانی دارد کمک به رفع کمبود تغذیه کودکان است. انجمن ملی حمایت کودکان در تغذیه سه فعالیت اساسی دارد:
- - پخش شیر خشک: از سال ۱۳۴۶ این فعالیت آغاز شد. با پخش شیر خشک از راه سازمان‌های گوناگون بهداشتی و درمانی و مدرسه‌ها کودکان شیر خشک مورد نیازشان را می نوشند.
- - پخش مواد غذایی: چون توزیع شیر خشک تنها تکا فوی کمبود تغذیه کودکان را نمی کرد از سال ۱۳۴۶ روزانه نان روغنی بین کودکان توزیع می‌شود. سد روز در سال این برنامه اجرا می‌شود تا این که تغذیه رایگان اصل پانزدهم انقلاب شاه و مردم آن را کامل تر نمود.
- - پخش شیر پاستوریزه: از سال ۱۳۳۶ پخش شیر پاستوریزه آغاز شد و روزانه نیم لیتر شیر بین سازمان‌های بهداشتی و درمانی ویژه کودکان و هم چنین سازمان کودکان و شیرخوارگاه‌ها به همراه ویتامین ث پخش شد. در آغاز انقلاب سقید و با اعلام اصل تغذیه رایگان در مدرسه‌ها شیر تازه میوه تازه بیسکویت و در زمستان شیر و میوه‌های خشک در مدارس پخش شد.

## نگهداری و آموزش کودکان عقب مانده
سازمان‌های درمانی و بهداشتی و مرکزهای آموزشی بسیاری برای حمایت از کودکان عقب مانده ذهنی ایجاد شد که بدین قرار هستند:
- - کلینیک هدایت کودک: مرکز بررسی و پژوهش بیماری‌های روانی کودکان و درمان این بیماری ها
- - سازمان امید کودک: مرکز نگهداری کودکان عقب مانده ذهنی همراه با تغذیه و بهداشت این سازمان روزانه آموزش پیشه‌های سبک را در کلاسهای گوناگون به کودکان بر عهده دارد.
- - سرای کودک : جهت نگهداری کودکان عقب مانده ذهنی و فلج و معلول جسمی برای کودکان دختر وپسر شش تا چهارده سال بنیان گردید

مرکزهای مدرن فیزیو تراپی : مرکزهای مجهز فیزیو تراپی برای کودکان فلج که نیاز به تمرین و درمان‌های حسی و حرکتی دارند در سراسر ایران ایجاد شد.

## نگهداری و آموزش کودکان زنان شاغل
از سال ۱۳۴۷ با ایجاد و اداره مهدهای کودک در تهران و شهرستان‌ها آغاز گردیده و هم‌اکنون کودکان ۳ تا ۶ سال در مهد کودک انجمن در تهران و شهرستان‌ها از ساعت ۸ صبح تا ۴ بعد از ظهر نگهداری می‌شوند.

## خدمات رفاهی
- - اندرزگاه‌ها : دو اندرزگاه انجمن ملی حمایت کودکان در باغ فردوس تهران و اندرزگاه کرج ایجاد شد. اندرزگاه‌ها به رایگان مراجعه کنندگان را در زمینه‌های گوناگون کمک و درمان می‌کند: برای معاینه و درمان و واکسیناسیون کودکان و معاینه و درمان زنان باردار . بازدید از خانه‌های مراجعین به وسیله مددکاران اجتماعی برای دادن راهنمایی‌های بهداشتی و پخش شیر خشک و شیر پاستوریزه. اندرزگاه باغ فردوس سالانه بیش از چهل هزار و اندرزگاه کرج سالانه بیش از ده هزار کمک جو دارد.
- - برنامه‌های عمومی : برگزاری هفته کودک هر سال در روزهای ۹ آبان تا ۱۶ آبان و ایجاد نمایشگاه‌های گوناگون از کارهای دستی کودکان عادی و عقب افتاده در موقعیت‌های مختلف.